# Distrito de Accha
El Distrito de Accha es uno de los nueve distritos de la Provincia de Paruro, ubicada en el Departamento de Cusco,  bajo la administración y jurisdicción del Gobierno Regional del Cusco.
Conocido bajo el seudónimo de: Tierra de la bella durmiente, debido a la presencia natural de la figura femenina en el cerro principal llamado "Sihuina",  la cual representa uno de sus distintos atractivos paisajísticos naturales.
La Provincia de Paruro, desde el punto de vista de la jerarquía eclesiástica, está comprendida en la Arquidiócesis del Cusco.

## Etimología
El nombre Accha proviene del vocablo quechua Q'aqcha que hace referencia al sonido hecho por una piedra al ser lanzada. Asimismo, refiere a una tribu -de la época del incanato probablemente- que habitaba en el lugar. Los Q'aqchas habitaban en pequeñas chozas, incluso, quedan rastros de estas en la cima del cerro Sihuina. Además, esta tribu usaba la comunicación visual, por medio de humo, es decir, cuando se trataba de algún problema o algún otro motivo, ellos humeaban la punta del cerro dando a entender a otras tribus cercanas su malestar puesto que, esta se reflejaba a gran distancia.

## Geografía
La capital del distrito de Accha, el la Villa de Accha, Ubicado a 3596 m s. n. m., en la parte sur de la provincia de Paruro, departamento de Cuzco, con una extensión superficial de 651 km² y con una población de 6327 habitantes.
Es uno de los distritos más pujantes de la provincia de Paruro, zona productora de bienes agrícolas ecológicos de alta calidad, declarado como la capital comercial de la provincia de Paruro.
En el recorrido de su territorio, podemos encontrar rica producción de maíz, y el primer productor de trigo de alta calidad de la provincia, hallamos cebada, por su puesto la papa en sus diversas variedades, habas, arveja, quinua, zapallo, zapalillo, calabaza, zapallillo andino y toda clase de hortalizas, cabe señalar que en las riberas del río Velille podemos encontrar frutas desde plátano, naranja, palta, manzana que también se produce en la misma capital de distrito, peras, ciruelos, tumbo, níspero, granadilla, capulí, tuna, y otros; dentro de la actividad ganadera encontramos con mayor frecuencia la crianza de vacas criollas, Brown Swiss, Holstein; también encontramos ovejas, caballos, chanchos, etc.

## Autoridades

### Municipales
- 2023 - 2026[2]
  - Alcalde: Saul Mamani Nina, de Movimiento Regional Inka Pachakuteq.
  - Regidores:

  1. Jhon Melquíades Vargas García (Movimiento Regional Inka Pachakuteq)
  2. Cristina Salas Huamán (Movimiento Regional Inka Pachakuteq)
  3. León Alfaro Huayllani (Movimiento Regional Inka Pachakuteq)
  4. Mercedes Enríquez Rojas (Movimiento Regional Inka Pachakuteq)
  5. Yuber Oviedo Quillca (Movimiento Regional Inka Pachakuteq)

Alcaldes anteriores
- 1963 - 1966: Julio Fernández Baca, de Alianza Acción Popular - Democracia Cristiana.
- 1966 - 1969: Diego Salazar Castro, de Alianza Acción Popular - Democracia Cristiana.
- 1980 - 1983: Demetrio Segura Bellota, de Acción Popular.
- 1983 - 1986: Vicente Nuñez Guzmán, de Acción Popular.
- 1986 - 1989: Diego Salazar Castro, del Partido Aprista Peruano.
- 1990 - 1992: Leoncio Zarate Ocon, de Izquierda Unida.
- 1993 - 1995: Rogerio Huaman Salazar, de Frente Independiente Moralizador.
- 1996 - 1998: Víctor Uriel Carrasco Espinoza, de Acción Popular.
- 1998 - 2003: Demetrio Leonidas Segura Candia, de Frente Amplio.
- 2003 - 2006: Ronald Nuñez Valdez, de Partido Democrático Somos Perú.
- 2007 - 2010: Ronald Nuñez Valdez, de Partido Democrático Somos Perú.
- 2011 - 2014: David Barrientos Chávez, del Gran Alianza Nacionalista Cusco.
- 2015 - 2018: Armando Sapa Vargas, del Movimiento Regional Acuerdo Popular Unificado.

### Policiales
- Comisario:

## Festividades
- El Distrito de Accha tiene como patrona principal a la Virgen del Carmen. Siendo ella centro de su principal fervor católico. Su día principal es el 16 de julio, día en el cual se realiza la célebre misa y posterior procesión en la plaza mayor del distrito. De igual forma, al día siguiente, se lleva a cabo la bendición. Posteriormente a estos hechos religiosos, en los días siguientes, se empiezan las actividades costumbristas como: la riña de gallos desarrollada en el coliseo de gallos. Asimismo, la gran corrida de toros realizada en el coso taurino y, por último, la carrera de caballos en la pista hípica del distrito.
- aniversario de fundación republicana 21 de noviembre; la que se celebra con desfiles de instituciones públicas y privadas del distrito.